# Rudolf Gustafsson
Karl Rudolf "Rulle" Gustafsson, född 14 mars 1909 i Kristinehamn, död 30 maj 2000, var en svensk tävlingscyklist.
Gustafsson började med cykelsport 1929 som medlem av Örebro VK, men tävlade senare för SK Fyrishof. Han segrade i Enskedeloppet, Hälsingerundan, stafetten Örebro–Göteborg, Stockholm–Uppsala–Stockholm, Sjustadsloppet, Söderhamnsloppet, Örebro–Köping–Örebro, Säterrundan, Örebro tvådagars, Mälarstafetten, Tunaloppet, Kumlaloppet, Eskilstuna runt, Östgötaloppet, Kolsvaloppet, Boforsloppet och Hammarbyloppet. Han segrade i elva juniortävlingar 1929, tre individuella mästerskap på 100 km, och ett på 10 km och vann sex distriktsmästerskap i lag. Han blev svensk mästare på 15 mil samt sexa och sjua i Nordiska mästerskapet. Han deltog i Mälaren runt två gånger. Han tilldelades även goda utmärkelser i pistolskytte och skridskor. Gustafsson, som utanför sporten var anställd som ingenjör, slutade tävla 1937. Han är gravatt på Norra kyrkogården i Lund.